# Винниченко, Игорь Иванович
Игорь Иванович Винниче́нко (род. 6 июня 1957 года в Скоморохах) — советский и украинский историк и географ, этногеограф, кандидат географических наук, доцент Киевского национального университета имени Тараса Шевченко.

## Биография
Родился 6 июня 1957 года в селе Скоморохи, Житомирская область. Окончил в 1979 году Киевский государственный университет им. Т. Г. Шевченко (кафедра физической географии), в 1983 году аспирантуру отделения географии Института геофизики им. С. И. Субботина АН УССР. В 1979—1980 годах инструктор по туризму турбазы «Пуща-Водица» (Киев). В 1983—1985 годах преподавал географию в киевских техникумах (городского электротранспорта и электронных приборов), в 1985—1987 годах — инженер палеогеографической партии Института геологических наук АН УССР. С 1987 года работает в Киевском университете ассистентом на кафедре физической географии, с 1990 года — ассистентом на кафедре страноведения и туризма, с 1994 года — доцент. Кандидатскую диссертацию «Ландшафтные основы рационального землепользования в эрозийно опасных районах (на примере Винницкой области)» (под руководством А. М. Маринича) защитил в 1987 году.
С 1995 года — сотрудник лаборатории Восточноевропейских исследований Иллинойсского университета (США). С 1996 года занимает должность директора общественной организации Институт исследований диаспоры. Член Республиканской ассоциации украиноведов (1990), Всеукраинского союза краеведов (1990), Международной ассоциации исследователей истории и культуры русских немцев (2011), действительный член Украинского географического общества (1981).
Член рабочих групп по разработке Стратегии развития туризма и курортов (2007) и Государственной целевой программы развития туризма и курортов на Украине на период до 2022 года (2013); заместитель Председателя рабочей группы по разработке Стратегии развития туризма в Тернопольской области до 2020 года (2015); член Научного совета по туризму и курортам при Министерстве экономического развития и торговли Украины (2015).
Преподаёт дисциплины: «Туристическое краеведение», «Основы организации научных исследований», «Специализированные туристические рынки», «Риски в туризме», «Мониторинг развития туризма», «Международный туристический бизнес», «Инновационная деятельность в туризме».
Сфера научных исследований: география и история зарубежного украинства, национальных меньшинств Украины, развитие отечественного и международного туризма. Автор и соавтор более 140 научных работ. Упорядочил более 10 информационных каталогов и библиографических указателей.

## Труды
- Українці в державах колишнього СРСР: Історико-географічний нарис. — Ж., 1992.
- Україна 1920—1980-х: Депортації, заслання, вислання. — К., 1994.
- Українці Берестейщини, Підляшшя й Холмщини в першій половині XX ст. — К., 1997.
- Українці в Санкт-Петербурзі. — К., 2002.
- Середовище турбізнесу. Навч. посібник. — К.,2006.
- Туристичне країнознавство: країни лідери туризму. Навч. посібник. — К.,2008 (у співавторстві)
- Німці в історії Київського університету (XIX — перша половина XX ст.). — К., 2009 (у співавторстві).
- Німці в Україні. Біо-бібліографічний довідник. — К., 2011.
- Шведи в Україні. — К., 2012.
- Грецькі адреси Києва. — К.,2017.